# José Elías Moreno
José Elías Moreno Padilla (Unión de San Antonio, Jalisco, 12 de noviembre de 1910-Ciudad de México, 15 de julio de 1969) fue un actor mexicano. Es recordado principalmente por su participación en la película Santa Claus (1959), en la que personificó a Santa Claus, y también en el papel del maestro Don Cipriano de la película Simitrio de 1960.

## Biografía y carrera

### Primeros años
Nació en Jalisco pero emigró muy joven a la Ciudad de México. Sus inicios como actor se dieron a través de incursiones secundarias en obras teatrales, zarzuelas, y comedias, mientras a la par, se preparaba en estudios de filosofía y letras.

### Inicios profesionales
Hizo su debut cinematográfico como extra no acreditado en 1937, participando en la película Nostradamus. No obstante, ese mismo año obtuvo su primera participación acreditada con la cinta, Bajo el cielo de México (1937).

### Trayectoria posterior y consagración

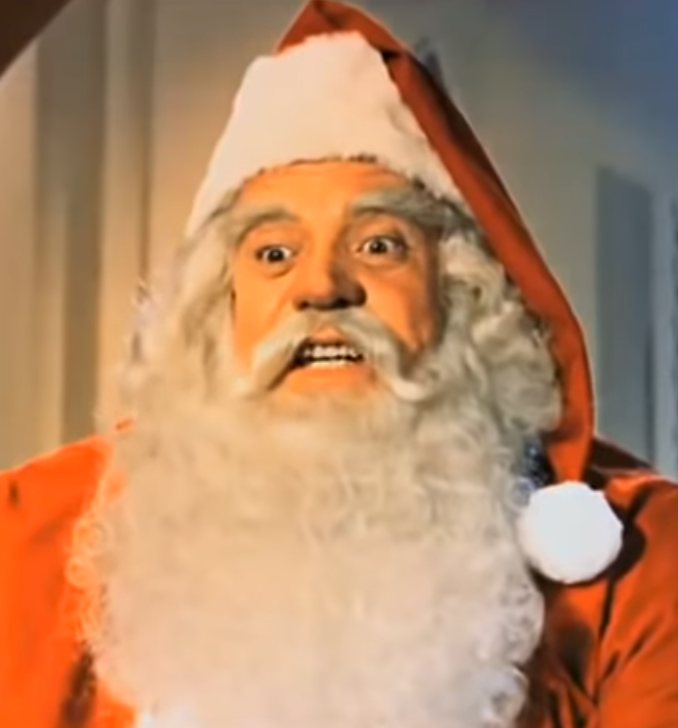
Moreno en Santa Claus (1959).

Debido a su estatura y corpulencia, la mayoría de sus papeles los hizo personificando a bandidos, villanos y machos mexicanos, así como a sacerdotes, padres de familia, y profesores. En 1959, dio vida a Santa Claus en la película del mismo nombre.
En 1960, sobresalió por Simitrio, filme donde interpretó al profesor Cipriano; la producción ganó el premio Perla del Cantábrico durante la octava edición del Festival de San Sebastián, en la categoría a mejor largometraje de habla hispana.
Moreno también trabajó activamente en teatro, interviniendo en puestas en escena como Drácula, Los fracasados, Los bajos fondos, Doce hombres en pugna, entre otras. Aunado a esto, se desempeñó brevemente como director y productor, trabajando en proyectos como Los tres mosqueteros de Dios (1967) y Una noche bajo la tormenta (1969).

## Muerte
El 5 de julio de 1969, Moreno se dirigía hacia su casa de descanso ubicada en Cuautla, Morelos a bordo de una camioneta, donde le acompañaban su esposa Beatriz González de Cossío Jiménez de Moreno, sus hijos Angelina, José Elías y Beatriz, y su suegra Elisa Jiménez. Bajo una lluvia intensa a la altura del kilómetro 82 de la carretera México-Cuautla el vehículo derrapó y se precipitó a un profundo barranco, muriendo en el instante su esposa y su suegra. Moreno quedó inconsciente y sus hijos resultaron heridos.
Uno de los hijos de Moreno, José Elías, a pesar de tener fracturado el brazo, consiguió salir del vehículo y subir a la carretera para buscar ayuda. El actor fue trasladado al Hospital Civil de Cuautla, Morelos y posteriormente fue llevado a la Ciudad de México. El politraumatismo cráneo-encefálico que había sufrido lo postró a un estado de coma siendo necesario su intubación orotraqueal y asistencia mecánica de tipo ventilatorio. Pese a los esfuerzos de los médicos que le practicaron una craneotomía para descomprimir el cráneo, reducir el edema cerebral postraumático y remover los coágulos sanguíneos en el cerebro, el actor moriría después de una larga agonía de 10 días el 15 de julio de 1969, a la edad de 58 años.

## Filmografía

### Cine
- 1971 Ave sin nido ... Personaje desconocido (lanzamiento póstumo)
- 1970 Flor de durazno ... Padre Filemón (lanzamiento póstumo)
- 1970 Juan el desalmado ... Don Ramón (lanzamiento póstumo)
- 1969 La marcha de Zacatecas ... Don Eusebio (lanzamiento póstumo)
- 1969 Una noche bajo la tormenta (lanzamiento póstumo)
- 1969 El deseo llega de noche ... Coronel Riquelme
- 1969 Valentín Armienta el vengador
- 1969 El hombre de negro ... Robert O'Connor
- 1969 Cuando se vuelve a Dios ... Doctor
- 1969 Al rojo vivo ... Roberto Elías
- 1969 El Yaqui
- 1969 Night of the Bloody Apes ... Dr. Krallman
- 1968 Bajo el imperio del hampa
- 1968 El tesoro de Atahualpa
- 1967 El centauro Pancho Villa ... Pancho Villa
- 1967 La guerrillera de Villa ... General Pancho Villa
- 1967 Seis días para morir ... Dr. Jáuregui
- 1967 Alma Grande en el desierto
- 1967 Los tres mosqueteros de Dios ... Clemente Garza
- 1967 Un ángel de la calle ... Padre Antonio
- 1966 Rage ... Fortunato
- 1966 Alazán y enamorado ... Don Julio Rosales
- 1966 La Valentina
- 1966 Juventud sin ley ... Padre Francisco
- 1966 La Valentina ... Don Juan Zúñiga
- 1965 Viento negro ... Lorenzo Montes
- 1965 Aventuras en el centro de la tierra ... Profesor Díaz
- 1965 La loba ... Profesor Fernández
- 1965 Nido de águilas ... Juan Menchaca
- 1964 La intrusa (TV Series)
- - Episode #1.3 (1964)
- - Episode #1.2 (1964)
- - Episode #1.1 (1964)
- 1964 Los murciélagos
- 1964 Yo, el valiente
- 1964 Las hijas de Elena
- 1964 El padrecito ... Don Silvestre Manzanos
- 1964 El ciclón de Jalisco
- 1964 El corrido de María Pistolas
- 1963 María Pistolas
- 1963 Tres palomas alborotadas ... Padre Benito
- 1962 La herencia (serie de TV)
- 1962 La risa de la ciudad ... Don Tencho
- 1962 Atrás de las nubes ... Chofer de carruaje
- 1962 Tom Thumb and Little Red Riding Hood ... El Ogro
- 1962 Contra viento y marea
- 1962 Las hijas del Amapolo ... Don Felipe de Las Casas 'el Amapolo'
- 1962 El centauro del norte
- 1962 El mundo salvaje de Barú
- 1962 Barú, el hombre de la selva
- 1961 My Son, the Hero ... Don Refugio
- 1961 Remolino ... Don Francisco González
- 1960 Simitrio ... Don Cipriano
- 1960 El impostor ... General Juan Navarro
- 1960 La sombra del Caudillo ... Gobernador Catarino Ibáñez
- 1960 Pistolas invencibles
- 1960 Variedades de medianoche ... Don Carlos Mendoza
- 1960 Dos hijos desobedientes ... Padre Mariano
- 1960 Los desarraigados ... Don Pancho Pacheco
- 1959 Santa Claus ... Santa Claus
- 1959 La estampida ... Pancho Villegas
- 1959 El zarco ... Chagoyán
- 1959 Ángel del infierno
- 1958 Pulgarcito ... El Ogro
- 1958 El fin de un imperio ... Sámano
- 1958 El boxeador ... Papá de Carmen
- 1958 El puño del amo ... Juez de Acordada
- 1958 La máscara de carne ... Don Arturo
- 1957 El gallo colorado
- 1957 Cuatro contra el imperio ... Sámano
- 1957 Hora y media de balazos ... Don Máximo Malacara
- 1956 Rapto al sol
- 1956 Bodas de oro
- 1956 Los gavilanes ... Gorila
- 1956 La doncella de piedra ... Don Adrián Gadea
- 1955 Fugitivos: Pueblo de proscritos ... Jacinto Robles
- 1955 El 7 leguas ... Don Pio quinto
- 1955 Tres melodías de amor
- 1955 De carne somos ... Doroteo
- 1955 La sombra de Cruz Diablo ... Tormenta
- 1955 Espaldas mojadas ... Frank Mendoza
- 1955 La mujer X ... General Pancho Villa
- 1955 Tres bribones ... Don Pascual Santos
- 1955 La gaviota ...Don Tomás
- 1955  ¡Vaya tipos!
- 1954 El río y la muerte ... Don Nemesio
- 1954 El sindicato del crimen
- 1954 Los aventureros ... Don Pascual
- 1954 Nuevo amanecer
- 1954 El rapto ... Don Constancio
- 1954 La perversa ... Padre
- 1953 Luz en el páramo ... José
- 1953 Reportaje ... Mariachi
- 1953 Dos tipos de cuidado ... El General
- 1953 Nunca es tarde para amar ... Doctor Zamora
- 1953 El lunar de la familia ... Don Aurelio
- 1953 Las tres perfectas casadas ... Máximo
- 1952 La hija del ministro ... Don Ramón del Villar
- 1952 La bestia magnífica ... 'Maravilla' López
- 1951 Doña Perfecta ... Cristóbal Ramos
- 1951 Monte de piedad ... Jefe policía
- 1951 El siete machos ... El Chacal
- 1951 Bodas de fuego ... Don Antonio
- 1951 ¡... Y murió por nosotros! ... Pedro
- 1951 Pecado ... Alfonso Tello
- 1951 Capitán de rurales ... Mayor
- 1950 Aventuras de un nuevo rico ... Moreno
- 1950 El ciclón del Caribe
- 1950 La mujer que yo amé ... Doctor Flores
- 1950 Four Against the World ... Comandante Canseco
- 1950 Matrimonio y mortaja ... Ramón
- 1950 La casa chica ... Carlos Villanueva
- 1950 La gota de sangre ... Jefe de policía
- 1949 El baño de Afrodita ... Sebastián
- 1949 La casa embrujada ... Nicanor (como Elías Moreno)
- 1949 Ángeles de arrabal ... El aguador
- 1949 Eterna agonía ... Julio Zamora
- 1949 La familia Pérez ... Toribio Sánchez
- 1949 Medianoche ... Comandante Enrique Robles
- 1949 La Mancornadora ... Don Chema
- 1949 Yo dormí con un fantasma ... Silvestre Ramírez Callado
- 1948 Ave de paso
- 1948 Bajo el cielo de Sonora ... Hermano Gastini
- 1948 Si Adelita se fuera con otro ... Pancho Villa
- 1948 La bien pagada ... Gabriel
- 1948 Reina de reinas: La Virgen María ... Simón Cirineo (sin crédito)
- 1947 Extraña cita ... Esteban, chofer
- 1947 Felipe fue desgraciado
- 1947 Si me han de matar mañana
- 1946 Soy un prófugo ... Gargantúa / El Pimpón
- 1946 El ahijado de la muerte ... El norteño
- 1946 María Magdalena, pecadora de Magdala ... Simón Cirineo
- 1946 El pasajero diez mil ... Capitán
- 1946 Boom in the Moon
- 1946 Bodas trágicas ... Coronel Torres
- 1946 Sinfonía de una vida
- 1946 Una sombra en mi destino ... Pedro
- 1945 Bugambilia ... Socio de Ricardo
- 1945 La pajarera ... General
- 1945 El monje blanco
- 1945 Marina ... Capitán
- 1945 Entre hermanos ... Coronel
- 1945 Las abandonadas ... Miembro de jurado
- 1944 Adiós, Mariquita linda
- 1944 Tribunal de Justicia
- 1944 El mexicano
- 1944 El rey se divierte
- 1944 Porfirio Díaz
- 1944 El corsario negro ... Van Guld
- 1944 Naná
- 1943 El hombre de la máscara de hierro ... Porthos
- 1943 El rayo del sur
- 1943 Espionaje en el golfo
- 1943 Tentación
- 1943 Flor silvestre ... Coronel Pánfilo Rodríguez
- 1943 La posada sangrienta ... Tomás (sin crédito)
- 1943 Aventuras de Cucuruchito y Pinocho ... Pata Pufo
- 1943 La virgen roja
- 1942 El santo que forjó una patria ... Capitán Ordaz
- 1942 Los tres mosqueteros ... Portos
- 1942 La última aventura de Chaflán
- 1942 La vida de Simón Bolívar (sin crédito)
- 1942 Águila roja
- 1942 La canción del plateado
- 1942 Virgen de medianoche ... Cantinero (sin crédito)
- 1942 Carnaval en el trópico
- 1942 The Count of Monte Cristo (sin crédito)
- 1942 La epopeya del camino ... Vendedor de carros (sin crédito)
- 1942 Jesús de Nazaret ... Barrabas (sin crédito)
- 1942 Allá en el bajío (sin crédito)
- 1942 El barbero prodigioso ... Principal accionista (si crédito)
- 1941 ¡Ay Jalisco... no te rajes (sin crédito)
- 1941 El gendarme desconocido ... Catrín bailando en restaurante (sin crédito)
- 1941 Lo que el viento trajo ... Homero Carrasco (sin crédito)
- 1941 El rápido de las 9.15 ... Empleado hotel (sin crédito)
- 1941 El capitán Centellas
- 1941 Creo en Dios
- 1940 Allá en el Trópico
- 1940 En tiempos de don Porfirio ... Invitado a baile (sin crédito)
- 1940 La canción del huérfano
- 1939 La  Bestia Negra ... Rielero (sin crédito)
- 1939 La casa del Ogro ... Invitado al baile (sin crédito)
- 1938 Men of the Sea (sin crédito)
- 1938 Los millones de Chaflán ... Invitado a fiesta de disfraz (sin crédito)
- 1938 The Pretty Indian Girl ... Jurado del concurso (sin crédito)
- 1938 Refugiados en Madrid ... Soldado (sin crédito)
- 1938 Águila o sol
- 1938 La zandunga (sin crédito)
- 1937 Adiós Nicanor ... Invitado a fiesta (sin crédito)
- 1937 Beneath the Sky of Mexico
- 1937 Such Is My Country ... Invitado a fiesta (sin crédito)
- 1937 El bastardo
- 1937 La tormenta

### Televisión
- 1970 La Constitución ... Francisco Madero Sr. (lanzamiento póstumo)